# Batalha de Megido (século XV a.C.)
A Batalha de Megido foi um combate travado no século XV a.C. entre as forças egípcias do faraó Tutemés III e uma coalizão rebelde cananita liderada pelo rei de Cades. Esta é a mais antiga batalha com registros históricos fidedignos, ou seja, com fontes arqueológicas e histerográficas detalhadas, que é aceita e reconhecida pelos historiadores como autêntica. Foi também em Megido que o uso do arco composto foi registrado primeira vez. Todos os detalhes desta batalha vêm de fontes egípcias primordialmente escritas em hieróglifos nas muralhas de Anais no Templo de Amom-Rá, em Carnaque, Tebas (agora Luxor), primordialmente pelo escrivão militar Tjaneni.
Os relatos dos egípcios colocam a data da batalha no 21.º dia do primeiro mês da terceira temporada do ano 23 do reinado do faraó Tutemés III. Estimativas colocam a data em 16 de abril de 1 457 a.C., de acordo com a cronologia média, embora algumas publicações coloquem a data desta batalha em 1 482 a.C. ou em 1 479 a.C. O motivo da rebelião teria sido a impaciência dos cananitas e seus aliados da interminável regência de Hatexepsute. O rei de Cades liderou então a maioria das tribos da Síria para lutar contra o Egito. Tutemés III agiu rápido, mobilizou suas tropas e se lançou contra as forças inimigas. A Batalha de Megido resultou numa importante vitória egípcia e acabou com a destruição da rebelião cananita, cujas forças remanescentes fugiram para a cidade de Megido. Foi seguido então por um prolongado cerco de sete meses que terminou na rendição final dos rebeldes. Outras cidades na região do vale de Jizreel também se submeteram a autoridade egípcia.
Ao restabelecer o domínio egípcio na região do Levante, o faraó Tutemés III começou o reinado do novo Império Egípcio que alcançou sua máxima expansão territorial.

## Anais de Tutemés III
Essa batalha se tornou a primeira imagem clara da história militar por intermédio do escriba pessoal do faraó, Tjaneni.
Os anais descrevem, em detalhes, 14 campanhas lideradas pelo faraó no Levante, o saque obtido através de sua campanha, o tributo recebido de regiões conquistadas e, finalmente, oferendas a Amon-Rá. A sequência de representações indica a crença do Novo Reino sobre as interações dos deuses com a guerra: elogios e oferendas às divindades em troca de sua ajuda divina nos conflitos.
Além disso, os anais mostram os efeitos duradouros da batalha de Megido. Após a vitória de Tutemés e de suas campanhas bem-sucedidas no Levante durante os próximos 20 anos, a ascensão da influência do Egito na política externa e de sua evolução em potência imperialista são evidentes nos anais. Representações mostram a diplomacia internacional através da doação de presentes da Babilônia, do Império Hitita, e de outras regiões proeminentes e poderosas durante esse período.

## Antecedentes
Tutemés III foi filho e sucessor de Tutemés II (1492-1479 a.C.), mas quando seu pai morreu, ele tinha apenas três anos e, portanto, sua madrasta, Hatexepsute (1479-1458 a.C.), manteve o trono como regente. Logo depois de assumir essa posição, Hatexepsute rompeu com a tradição e assumiu o poder. Tutemés III passou a juventude na corte de Tebas, em treinamento militar, buscando o tipo de educação esperado para um príncipe do Império Novo.
Após seus primeiros anos como faraó, Hatexepsute não organizou grandes campanhas militares, mas manteve suas forças com o máximo de eficiência e, quando ele se mostrou capaz, promoveu Tutemés III a comandante das tropas. Ela era uma das monarcas mais poderosas, engenhosas e eficientes da história do Egito e, quando faleceu, deixou ao jovem príncipe um país próspero com uma força de combate bem organizada e altamente treinada. Tutemés III chegou ao trono no momento em que o Egito controlava grandes áreas do Levante. No início de seu reinado, porém, ele se viu diante de uma revolta na região baseada na atual Síria.
O principal inimigo do Egito era uma aliança das cidades-estado cananitas, liderada pelo Reino de Cades. Com a morte da rainha-faraó, Durusa, rei de Cades, tentou tirar proveito da desorganização causada pelo fim da corregência para afirmar seu poder na tentativa de livrar as tribos cananitas da influência egípcia. Na verdade, era bastante comum no mundo antigo os estados vassalos se rebelarem contra um novo governante a fim de aproveitar a transição do poder para conquistar independência. Dessa forma, Cades, Mitani e as outras cidades-estados cananitas, incluindo Megido, formaram um exército combinado sob a liderança de Durusa e embarcaram em uma operação militar contra Tutemés. As forças se reuniram no final de 1458 ou no início de 1457 a.C fora da fortaleza de Megido, a qual era estrategicamente vital, controlando a principal rota comercial entre o Egito e a Mesopotâmia, agora conhecida como Via Maris.
No entanto, devido à natureza do reino cananita, havia desunião crônica de comando. O Estado dos cananeus era dividido em muitos reinos e cidades-estados menores, sob reis ou príncipes que governavam suas próprias jurisdições e que forjavam acordos diplomáticos e comerciais entre si conforme as circunstâncias.

## Marcha para Megido
Tutemés III não perdeu tempo em mobilizar suas forças e marchar de Tebas em direção a Megido. Como muitos governantes antigos, Tutemés III assumiu o comando pessoal de suas forças. Reuniu um exército de dez a vinte mil homens, composto por infantaria e carros de guerra, na fortaleza fronteiriça de Tjaru.
Ao todo, o exército percorreu 241 km em 10 dias e descansou em Gaza antes de seguir para a cidade de Jeém, onde o faraó convocou um conselho de guerra. Havia três estradas que podiam-se tomar da cidade vizinha de Aruna para chegar a Megido: uma passagem estreita que exigiria que o exército marchasse em fila única e duas outras estradas mais amplas que permitiriam movimentos mais rápidos e fáceis. Os generais alegaram que tinham informações de que o inimigo os esperava no final do desfiladeiro estreito e, além disso, o progresso seria lento e difícil, com a vanguarda chegando ao local da batalha enquanto a retaguarda ainda estivesse em marcha.
Tutemés III ouviu os conselhos, mas os rejeitou. Segundo o registro de seu escriba militar Tjaneni, ele encorajou sua equipe sênior e todo o exército a marchar rapidamente pela estrada estreita e assegurou-lhes que ele próprio lideraria a vanguarda, dizendo: "Não deixarei meu exército vitorioso avançar à frente de minha majestade neste lugar!". Logo, as carruagens e as carroças foram desmontadas e transportadas, e os homens conduziram os cavalos em fila única pela passagem. Assim, escolhendo a mais direta, mas também a mais perigosa das três rotas disponíveis, Tutemés avançou sobre Aruna (atual Uádi Uara), atingindo o rio Quina ao sul de Megido após uma marcha de 24 dias sem encontrar oposição. A inteligência dos generais havia falhado.

## Composição dos exércitos
O exército das décima sétima e décima oitava dinastias do Egito era muito diferente das anteriores. Anteriormente, o armamento consistia em uma arma de ataque e um escudo pesado como defesa. Por sua vez, as novas dinastias adotaram novas armas e estratégias após a ocupação dos hicsos, e o papel dos militares na sociedade egípcia mudou. A duração e a complexidade das campanhas militares aumentaram e, com isso, o uso de recrutas se tornou impraticável. Sendo assim, o desenvolvimento de um exército profissional tornou-se necessário. A princípio, a nobreza assumiu o papel de oficiais e das carruagens de combate, com o rei lutando entre eles, geralmente em ordem estreita. Muitas tropas especializadas surgiriam, como sapadores com aríetes e escadas, escavadores de trincheiras, arqueiros núbios e tropas de choque cuxitas.
Como esse novo aparato militar não possuía as tradições arraigadas como as de outras instituições, era relativamente fácil para um soldado egípcio comum ascender na carreira. Por exemplo, um combatente talentoso ou corajoso poderia mobilizar-se entre outros segmentos da sociedade e assumir uma posição prestigiosa por causa de lotes de terra e escravos concedidos a ele pelo faraó. Isso, pois, resultou na evolução de uma nobreza e de um corpo de oficiais. Além do mais, outra consequência foi que vários comandantes do exército tornar-se-iam faraós, e muitos destes se cercaram de oficiais cuja lealdade e auto-sacrifício haviam sido testemunhados em batalha. Surgiu uma elite de guarda-costas reais, ora atraídos pelo exército egípcio, ora pelas tropas de elite dos povos conquistados, como os núbios.
Ademais, o crescente uso de milícias e de mercenários também caracterizou esse período. Tais unidades, consistindo principalmente de jônicos, carianos, judeus, arameus e fenícios, eram destacadas quando as forças regulares do exército eram consideradas não confiáveis. As tropas mercenárias eram comandadas por comandantes estrangeiros, geralmente de um grupo étnico diferente, mas ainda havia um sentimento de lealdade aos oficiais e uns aos outros, o que era, e ainda é, essencial para um exército no campo de batalha.
O exército cananita era formado principalmente por homens das classes altas, que começavam seu treinamento em uma idade muito jovem e provinham principalmente de famílias de guerreiros. Eles gozavam de muito prestígio e estavam bem armados com lança, espada e escudo, altamente habilidosos no uso dessas armas. Às vezes, eram treinados por seus pais, que geralmente eram soldados ou veteranos. Os oficiais de alto escalão, chamados moares, encontravam-se principalmente estacionados em fortificações no topo das colinas e eram chamados apenas para o combate real, normalmente atuando em um papel defensivo em nome do rei nos momentos de necessidade. Na maior parte das vezes, tanto unidades de infantaria quanto de bigas eram comandadas por oficiais de patente intermediária chamados muru-u.
A infantaria carregava lanças e era menos bem treinada que o corpo de oficiais. Por sua vez, os condutores das bigas usavam armaduras de bronze e dardos. Havia um corpo de elite chamado de "Bando Sagrado" o qual era fortemente blindado e que portava longas lanças e escudos redondos. Outrossim, eram assim chamados porque eles se dedicavam aos deuses e muitas vezes carregavam ilustrações estampadas com os símbolos dos deuses em batalha. Eles eram geralmente soldados de infantaria, embora alguns pareçam ter sido montados. Assim como eram treinados ferozmente, foram muito temidos por seus inimigos.
O rei também mantinha guarda-costas pessoais altamente treinados, chamados mara-u. Além disso, havia fileiras compostas por guerreiros tribais e mercenários aliados. Essas forças eram utilizadas de acordo com seus próprios talentos especializados e eram levadas à batalha por um oficial de alto escalão. Por fim, existiam os arqueiros, que geralmente eram dispostos em formações separadas e cerradas.
Tanto a infantaria egípcia quanto a cananita geralmente lutavam em formação compacta com espadas ou lanças. Nos dois exércitos, mercenários e infantaria tribal eram geralmente posicionadas na linha de frente para suportar o impacto do ataque inimigo. As bigas eram usadas em uma carga inicial contra as carruagens inimigas, e eram frequentemente colocadas no centro, embora em várias ocasiões já estiveram dispostas na frente do exército para serem usadas em uma carga frontal contra a infantaria inimiga. Arqueiros também eram colocados nos flancos, sendo usados contra a infantaria, tanto durante o avanço inicial quanto no decorrer da luta corpo a corpo. Costumavam permanecer na retaguarda para atirar acima de seus próprios homens.

## Batalha e cerco

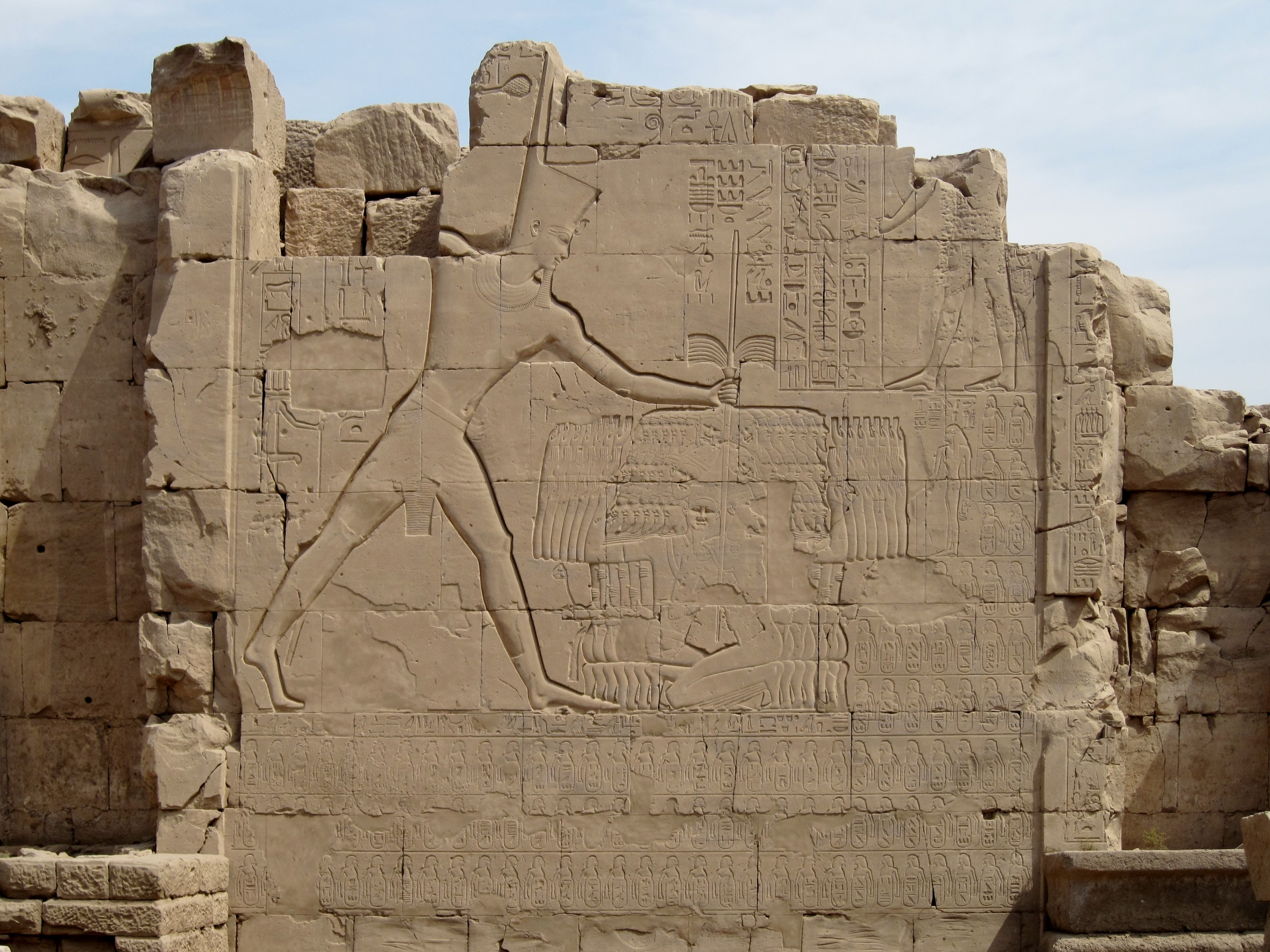
Imagens do Templo de Carnaque mostrando o faraó matando prisioneiros cananitas durante a batalha de Megido, no século XV a.C.

De fato, o exército egípcio não encontrou nenhum inimigo porque a coalizão asiática tinha tropas preparadas para a defesa dos dois locais de fácil acesso, o que bloqueava as rotas de avanço dos egípcios para norte e para o sul. A decisão de Tutemés III de escolher o caminho mais difícil deu-lhe a vantagem do elemento surpresa. O rei de Cades, surpreendido com a aparição dos egípcios no centro de sua linha defensiva, tentou urgentemente reunir suas tropas no terreno alto do lado de fora da fortaleza de Megido e então decidiu atacar no dia seguinte. Apesar disso, Tutemés não podia atacar de uma vez, já que a maior parte de suas tropas ainda estava percorrendo a passagem de Aruna, cuja retaguarda levaria mais de sete horas de marcha para alcançar a vanguarda. Uma vez reunidas, o faraó ordenou que as tropas descansassem e se refrescassem perto do ribeiro de Quina. Durante toda a noite, ele recebeu pessoalmente relatórios de sentinelas e deu ordens para o fornecimento das tropas e posições de batalha.
Depois de descansar à noite, o exército egípcio avançou em direção a Megido em três seções: a infantaria do sul ficava em uma pequena colina ao sul do rio Quina, e a ala norte se posicionava a noroeste de Megido. O faraó se encontrava no centro com as carruagens de guerra, que estavam em posição na cidade de Aruna, a oeste de Megido. O ataque a partir do centro seria comandado pessoalmente por ele. Seus espiões haviam lhe dito que os cananitas eram atormentados por desunião de comando, com príncipes locais defendendo estratégias diferentes e discutindo entre si. Portanto, ele decidiu lançar um ataque preventivo.
Enquanto a coalizão dos revoltosos concentrava suas tropas em torno da fortaleza, o faraó espalhava as suas de tal forma que as alas ameaçavam os flancos inimigos. Ele ordenou um ataque de bigas em duas vertentes, do oeste e do sul. Embora ambas as forças fossem iguais em números, rei do Egito conseguiu usar melhor seu efetivo. No mesmo momento que liderava o ataque no centro, sua ala esquerda fez um ataque rápido e agressivo contra o flanco rebelde; por conseguinte, foi rapidamente sobrepujado pela velocidade e habilidade do ataque egípcio. A ala direita desmoronou, e o resto do exército da coligação seguiu rapidamente, o moral desmoronando quando os guerreiros assistiam à debandada de seus companheiros. Alguns entraram correndo na cidade, fechando os portões atrás deles para manter o inimigo afastado da cidadela.
Os egípcios agora desperdiçavam a oportunidade que a rápida vitória lhes dera. O relatório de Tjaneni observa que se o exército perseguisse o inimigo em fuga e o abatesse, a batalha teria terminado decisivamente naquele dia. Em vez disso, os soldados decidiram capturar os espólios do acampamento inimigo, capturando centenas de armaduras e carruagens de combate, e permitiram que seus oponentes não apenas encontrassem seu caminho de volta a Megido - sendo arrastados pelas pessoas dentro das muralhas por cordas improvisadas atadas com roupas -, mas também organizassem defesas adequadas. Aqueles que chegaram em segurança incluíam os reis de Megido e de Cades.
Como resultado, em vez de uma conquista imediata, tiveram de recorrer ao cerco. Tutemés III ordenou que um fosso fosse escavado em torno de Megido e que uma paliçada fosse erigida em torno do fosso. Ninguém de dentro da cidade estava autorizado a sair a não ser se se rendesse ou se convocado por um oficial egípcio. Após pelo menos sete (possivelmente oito) meses, os líderes da coalizão renderem a cidade.

## Eventos posteriores
Tutemés III ofereceu termos muito generosos, o que fez com que seus oponentes prometessem que não promoveriam outra rebelião contra o Egito. Nenhum dos líderes foi executado, e a cidade foi deixada intacta. Além disso, oficiais leais ao Egito foram nomeados, fazendo com que os líderes tivessem sido despojados de suas posições. Outrossim, embora os filhos destes foram levados ao Egito como reféns, todos foram bem tratados e continuaram a viver no nível de conforto ao qual estavam acostumados. As crianças foram educadas na cultura egípcia e quando atingiram a maioridade, foram enviadas de volta para suas terras com apreço e lealdade ao faraó, aumentando a influência imperial em suas respectivas cidades-estado.